# Xã Lincoln, Quận Sioux, Iowa
Xã Lincoln (tiếng Anh: Lincoln Township) là một xã thuộc quận Sioux, tiểu bang Iowa, Hoa Kỳ. Năm 2010, dân số của xã này là 2.698 người.